# Metropolitana di Teheran
La metropolitana di Teheran, al servizio della capitale dell'Iran, è composta di sette linee.

## Storia
Il sistema metropolitano di Tehran è il più esteso del Medio Oriente. I primi progetti risalgono ai tempi dello Shah prima della rivoluzione del 1979. Nel 1978 la costruzione della prima linea nel nord di Tehran fu avviata dalla società francese SOFRETU, ma la costruzione fu interrotta dall'avvento della Rivoluzione iraniana e dalla guerra Iran-Iraq, quindi cessò la propria attività nel dicembre del 1980.
Nel 1985 "il piano di esecuzione della metropolitana di Tehran" è stato nuovamente approvato dal Majles (il parlamento iraniano), ma i lavori procedevano lentamente a causa della guerra Iran-Iraq. La linea 1 (da Blvd Ayatollah Haghani fino a Shahr-e Rey) era la priorità, compresa l'estensione fino al cimitero di Behesht-e Zahra, mentre la linea 2 e la linea 5 erano di necessità secondaria; in precedenza si erano già studiati i progetti per la linea 3 e la linea 4.
Dopo questa fase la metropolitana è stata gestita dalla Società Asghar Ebrahimi Asl per undici anni. Durante questo periodo, centinaia di milioni di dollari sono stati spesi per il sistema e alla metropolitana sono state date concessioni governative per lo sfruttamento delle miniere di ferro a Bandar Abbas (capoluogo della provincia di Hormuzgan). L'anno dopo Asghar Ebrahimi Asl lasciò la gestione della società a Mohsen Hashemi, avviando la prima linea (la linea 5, in realtà una ferrovia urbana) tra Tehran e Karaj nel 1999.
A partire dal 2000 è iniziato l'esercizio commerciale delle linee metropolitane 1 e 2. I treni sono forniti dalla CNTIC. I binari delle linee sono forniti dalla società austriaca Voestalpine.

## Rete
| Linea                                       | Linea                                    | Inaugurazione                            | Lunghezza (km) | Stazioni | Tipo            |
| ------------------------------------------- | ---------------------------------------- | ---------------------------------------- | -------------- | -------- | --------------- |
|                                             | Tajrish ↔ Kahrizak                       | 2001                                     | 86,9           | 32       | Metropolitana   |
| Shahid-Baqershahr ↔ Aeroporto Imam Khomeini |                                          | 2001                                     | 86,9           | 32       | Metropolitana   |
|                                             | Sadeghieh ↔ Farhangsara                  | 2000                                     | 24,6           | 22       | Metropolitana   |
|                                             | Qaem ↔ Azadegan                          | 2012                                     | 33,7           | 25       | Metropolitana   |
|                                             | Allameh Jafari ↔ Shahid Kolahdoz         | 2008                                     | 24,4           | 23       | Metropolitana   |
| Bimah ↔ Aeroporto di Mehrabad               |                                          | 2008                                     | 24,4           | 23       | Metropolitana   |
|                                             | Sadeghieh ↔ Shahid Soleimani             | 1999                                     | 67,5           | 13       | Ferrovia urbana |
|                                             | Dolat Abad ↔ Shahid Sattari              | 2019                                     | 32,5           | 23       | Metropolitana   |
|                                             | Basij ↔ Shahid Dadman                    | 2017                                     | 22,5           | 21       | Metropolitana   |
| Subtotale (metropolitana)                   | Subtotale (metropolitana)                | Subtotale (metropolitana)                | 224,6          | 146      |                 |
| Totale (metropolitana e ferrovia urbana)    | Totale (metropolitana e ferrovia urbana) | Totale (metropolitana e ferrovia urbana) | 292,1          | 159      |                 |

## Linee

### Linea 1
La prima linea, di colore rosso, è attualmente di 28,1 km di lunghezza, di cui 14,9 km in sotterraneo (da Khiyaban-e Haqqani fino a Shoush-Khayyam) e il resto scorre in superficie. Il numero delle stazioni lungo la linea è di 22 fermate di cui 14 sono sotterranee ed 8 di superficie. Dal 2005, la capacità totale della linea è di 640.000 passeggeri al giorno. I treni sono composti da sette carrozze, con una capacità di 1.290 passeggeri seduti e in piedi. La velocità massima dei treni è di 80 km/h, ma con una media di 37 km/h a causa di fermate nelle stazioni lungo il percorso.
La linea percorre la metropoli da nord a sud, da Mirdamad a nord fino ad Haram-e Motharod, è in costruzione il prolungamento della linea fino a Meydan-e Tajrish.

### Linea 2
La linea, di colore blu, percorre la metropoli da est ad ovest con 19 fermate, dalla fermata Tehran Pars fino a Tehran-Sadeghie, quest'ultima fermata si interseca con la linea 5. Percorre 20,4 km, di cui 19 km sotterranei e 1,4 km elevati. Si interseca con la linea 1 in Meydan-e Khomeyni e con la linea 4 alla fermata Darvaze Shemiran.

### Linea 4
Di colore giallo, il primo tratto è stato aperto il 19 aprile 2008. La linea sarà lunga 20 km con 22 stazioni, attualmente le stazioni attive sono 9.

### Linea 5
Di colore verde, è lunga 41,5 km e dispone di sette stazioni. Parte dalla fermata Sadeghie (linea due) fino alla città di Karaj, servendo la parte ovest della provincia di Teheran.